# Bajkusev fenyője
A Bajkusev fenyője egy fekete fenyő (Pinus heldreichii) Bulgáriában, a Pirin-hegységben.
Nevét Kosztadin Bajkusev erdészről kapta, aki 1897-ben fedezte fel és írta le ezt a példányt. A Pirin-hegységben, a Banderica menedékház közelében, 1930 méterrel a tengerszint felett található. Korát több mint 1300 évre becsülik, így az ország legrégebbi tűlevelű fája és a világ egyik legöregebb fája. Hozzávetőleges méretei: magassága 26 méter, átmérője 2,48 méter, kerülete 7,80 méter. 

## Fényképek

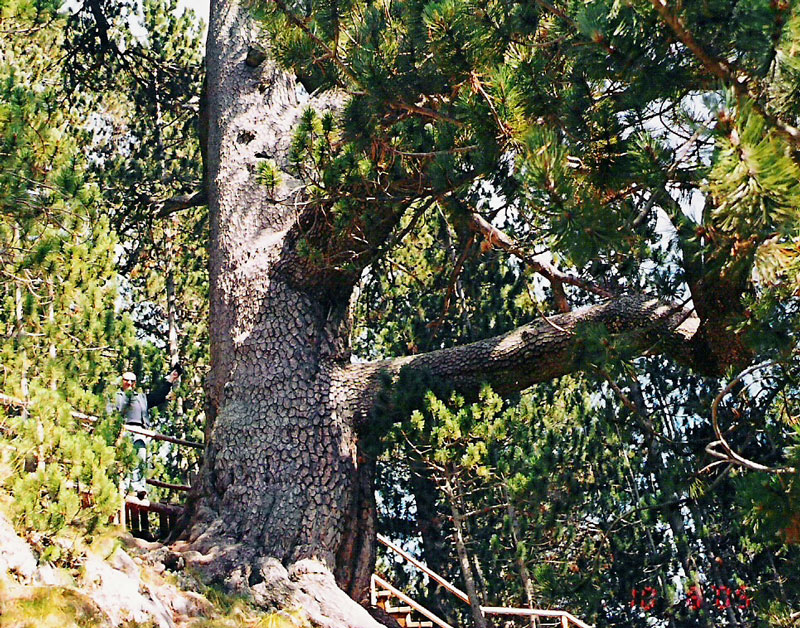
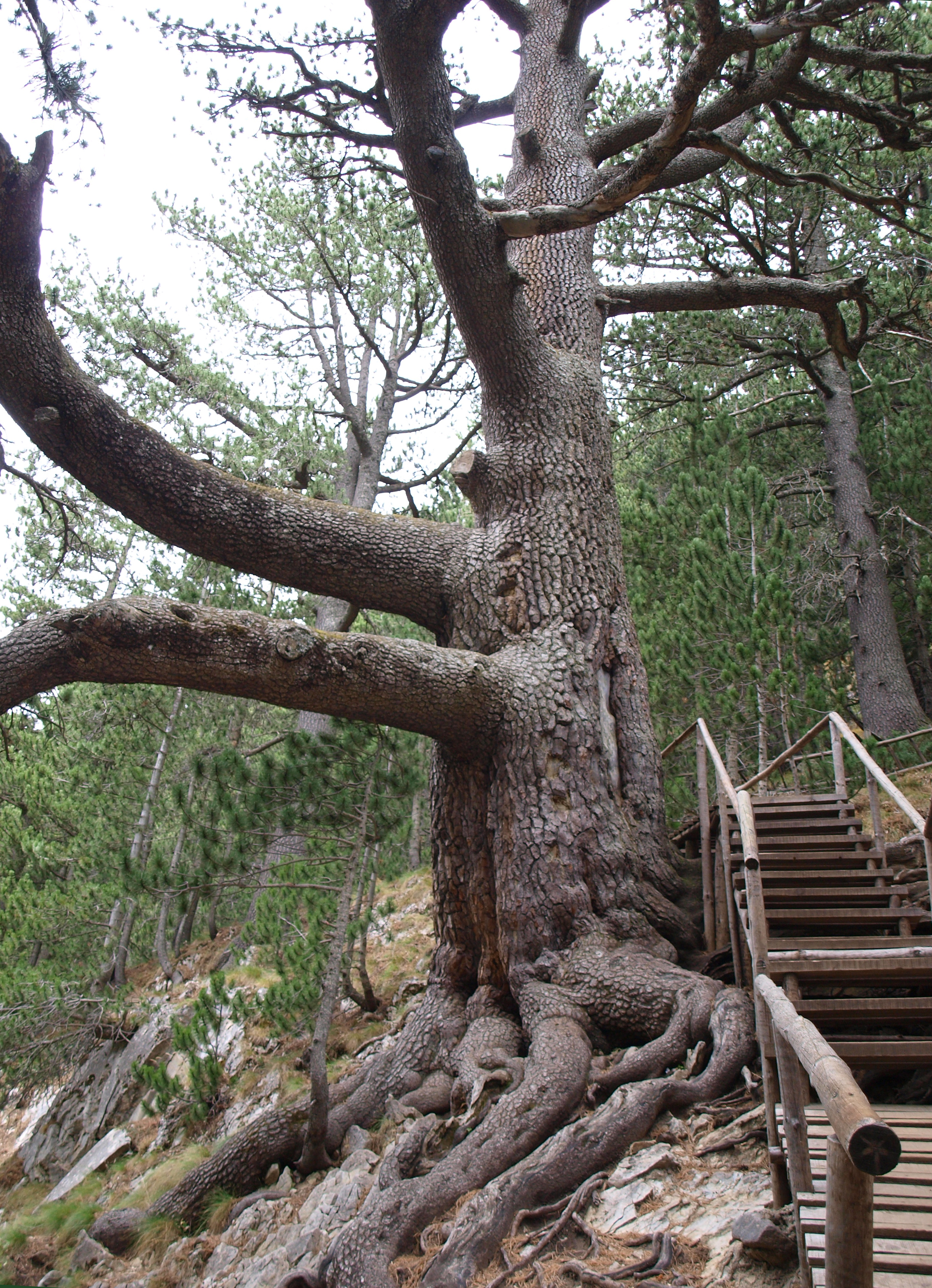

## Fordítás
Ez a szócikk részben vagy egészben  a(z)   Байкушева мура című bolgár Wikipédia-szócikk ezen változatának fordításán alapul.  Az eredeti cikk szerkesztőit annak laptörténete sorolja fel. Ez a jelzés csupán a megfogalmazás eredetét és a szerzői jogokat jelzi, nem szolgál a cikkben szereplő információk forrásmegjelöléseként.